# Lutherstraße (Leipzig)
Die Lutherstraße in Leipzig ist eine Anliegerstraße im Stadtbezirk Ost. Sie ist benannt nach dem Reformator Martin Luther (1483–1546), der mehrfach in Leipzig weilte.

## Lage und Verlauf
Die Lutherstraße beginnt an der Ostspitze des Friedrich-List-Platzes an der Abzweigung der Eisenbahnstraße von der Rosa-Luxemburg-Straße und verläuft in leichter Rechtsbiegung nach Südosten bis zur Kohlgartenstraße, wo sie auf der östlichen Seite zunächst an den Elsapark grenzt und anschließend am Grundstück der Villa Willmar Schwabe (Kohlgartenstraße 33) endet. Eine echte Kreuzung besitzt sie nur mit der Konstantinstraße.
Der gesamte Verlauf liegt auf der Flur des ehemaligen Dorfes und späteren Stadtteils Reudnitz. Zur Zeit der Anlage der Straße in den 1880er Jahren lag sie im historischen Graphischen Viertel. Mit der Einführung der kommunalen Gliederung der Stadt nach Ortsteilen 1992 kam der Bereich der Straße zum Ortsteil Neustadt-Neuschönefeld.

## Geschichte
1851 wurde zwischen dem Bayerischen Bahnhof und dem Dresdner Bahnhof eine eingleisige Bahnstrecke angelegt, die Alte Verbindungsbahn, die zunächst dem Güter- und ab 1859 auch dem Personenverkehr diente. Wegen der zunehmenden Auslastung und der Gefährdung durch viele niveaugleiche Straßenkreuzungen wurde bis 1878 eine weiter stadtauswärts gelegene neue Verbindungsbahn errichtet und die alte Strecke rückgebaut.
Auf ihrer Trasse zwischen Eisenbahn- und Konstantinstraße wurde eine neue Straße angelegt, die 1884 als Lutherstraße benannt und später bis zur Kohlgartenstraße verlängert wurde.
Im Zweiten Weltkrieg wurde die Bebauung der Lutherstraße fast vollständig zerstört und nach Beräumung der Trümmer während der Zeit der DDR keine Neubebauung vorgenommen.

## Bebauung

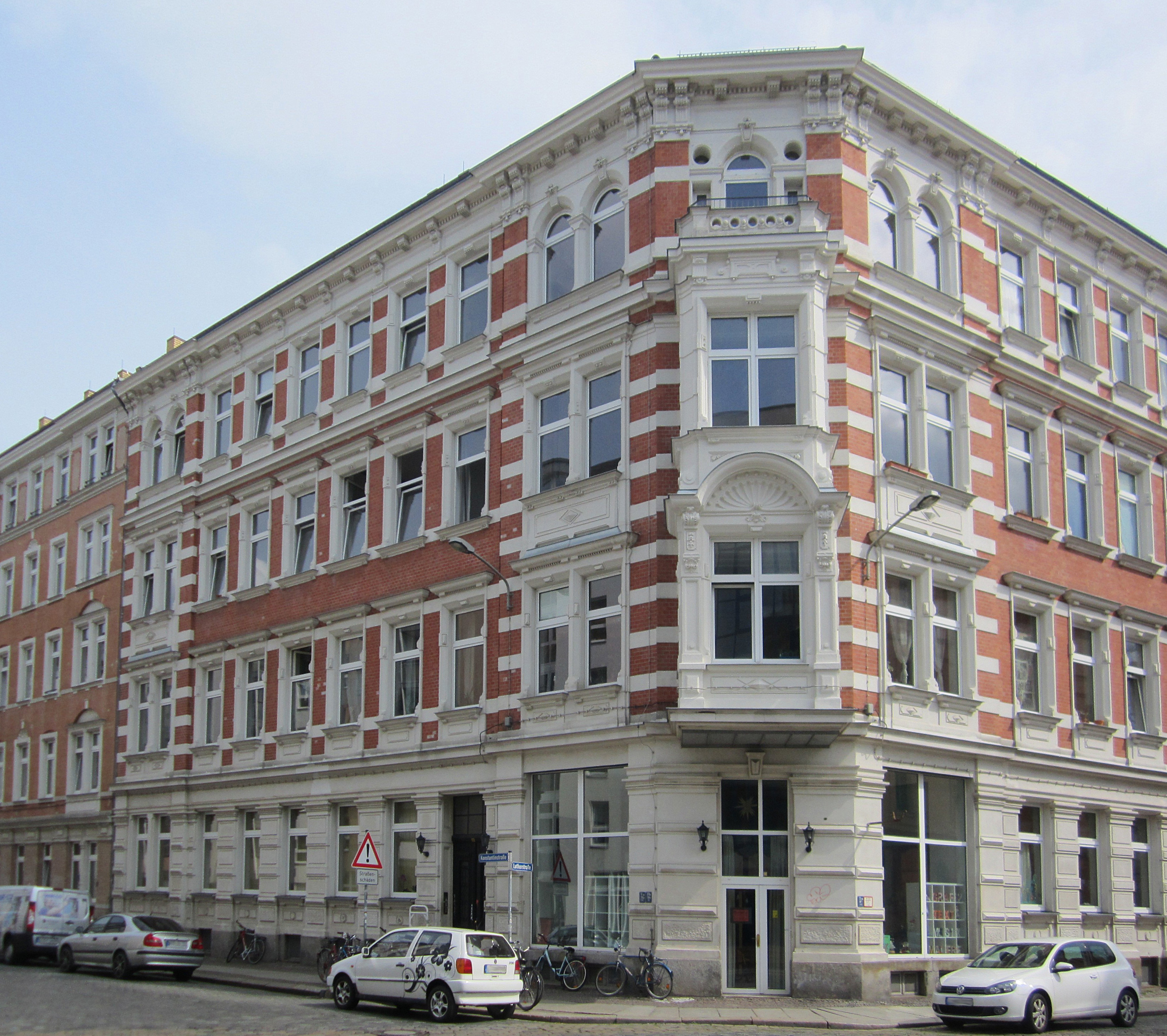
Eines der Schwabe'schen Mietshäuser, Konstantinstraße 6 / Ecke Lutherstraße (2015)

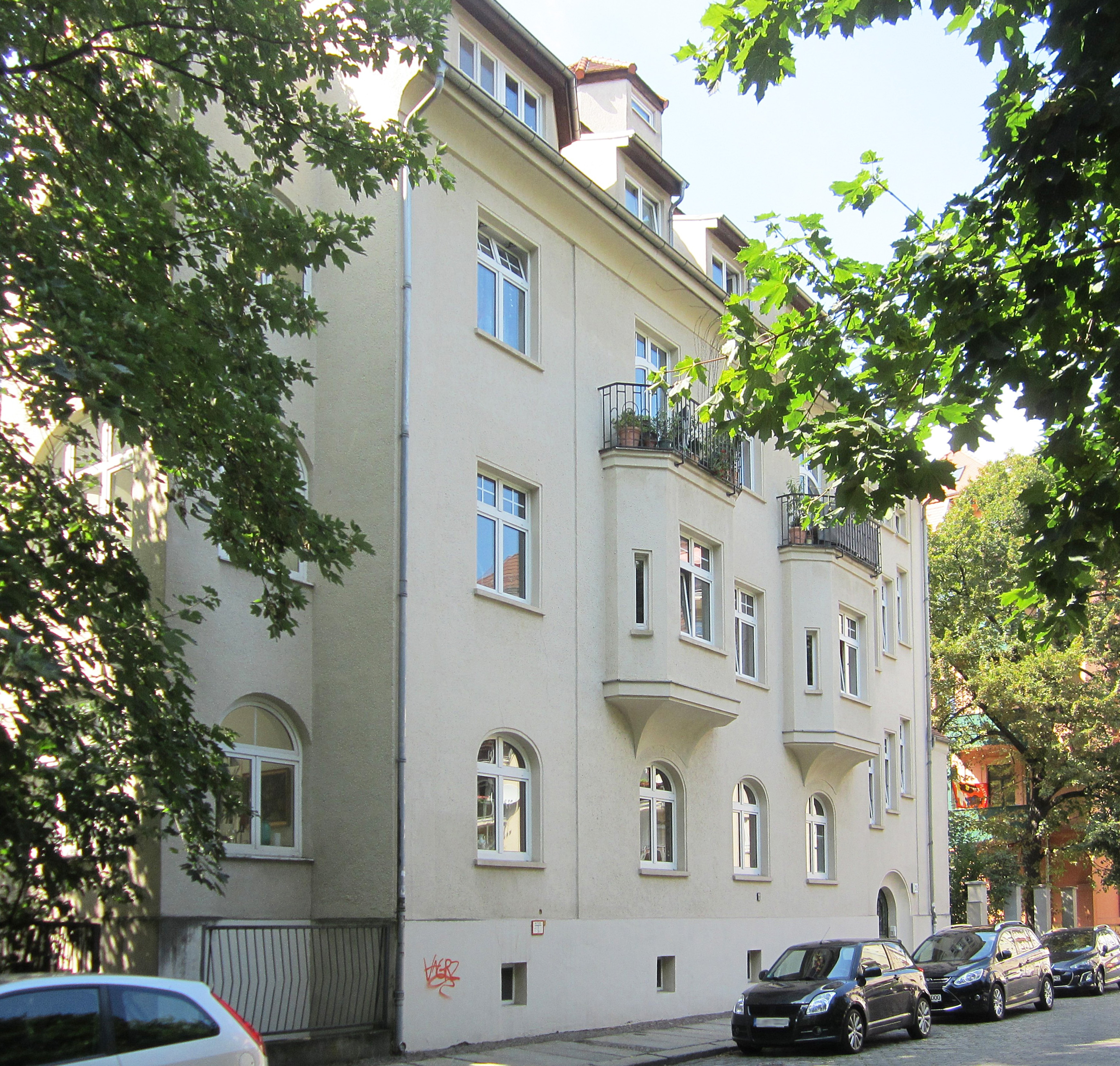
Lutherstraße 26, gegenüber der Elsapark (2015)

Von der Altbausubstanz stehen noch die Häuser Nr. 2, 3, 15, 24 und 26 sowie zur Lutherstraße gewandte Teile der Eckhäuser Melanchthonstraße 6 und Konstantinstraße 6, dessen Bauherr Willmar Schwabe (1839–1917) war. Sie sind nach 1990 sämtlich saniert worden. Die Nummern 2, 24 und 26, die zwischen 1888 und 1907 errichtet wurden, stehen unter Denkmalschutz.
Zwischen Jonas- und Konstantinstraße wurden in den 1990er Jahren Wohnungsneubauten errichtet, an der Südwestseite der Lutherstraße ein mehrgliedriger Wohnkomplex mit drei Innenhöfen, der bis an die Atriumstraße reicht. An seiner Nordspitze befindet sich in einem Büroabschnitt die ciT Leipzig GmbH, ein Unternehmen der beruflichen Erwachsenenqualifizierung auf dem Gebiet der Informatik. 2015 entstand auf dem Grundstück Lutherstraße 4 weit von der Straße zurückgesetzt die Integrative Kindertageseinrichtung Lutherstraße der Outlaw Kinder- und Jugendhilfe gGmbH.